# West Ilsley
West Ilsley – wieś i civil parish w Anglii, w Berkshire, w dystrykcie (unitary authority) West Berkshire. W 2011 civil parish liczyła 332 mieszkańców. West Ilsley jest wspomniana w Domesday Book (1086) jako Hildeslei/Hislelei/Hisleleu.